# Stadnina (Starogard Gdański)
Stadnina (niem. Landgestüt) – część miasta Starogard Gdański, zajmująca jego wschodni fragment. W okresie przynależności do Prus obszar dworski, wyodrębniony z obszaru dworskiego Starogard Szlachecki i zamieszkały 1 grudnia 1905 przez 131 osób. Właściwy miejscowo urząd stanu cywilnego znajdował się w Kokoszkowach.
W 1930 miejscowe dzieci w liczbie 40 uczęszczały do Szkoły Powszechnej nr 1 przy ul. Warszawskiej w Starogardzie.
Stadnina znana jest przede wszystkim ze znajdującego się w niej Stada Ogierów Starogard Gdański, skąd też pochodzi jej nazwa. Budynki stadniny powstały w latach 1890-1896, a jej formalne powołanie nastąpiło w 1897 r.. Od 1994 stado funkcjonowało pod nazwą Stado Ogierów Skarbu Państwa Starogard Gdański. W 2003 stado zostało włączone w skład Stada Ogierów w Łącku Sp. z o.o.. W 2011 zostało wydzielone i połączone ze Stadniną Koni Rzeczna jako Stado Ogierów Starogard Gdański Sp. z o.o..
Większą część dzielnicy zajmują pola uprawne oraz lasy Nadleśnictwa Starogard. Największe skupisko mieszkań znajduje się na najdalej wysuniętym na wschód krańcu dzielnicy, w pobliżu Stada Ogierów. Dolną granicę Stadniny stanowi rzeka Wierzyca.
Na obszarze dzielnicy znajduje się jezioro Kochanka, objęte formą ochrony Natura 2000.